# Althéa Laurin
Althéa Laurin (n. 1 septembrie 2001, Épinay-sur-Seine, Île-de-France, Franța) este o sportivă ce a reprezentat Franța, medaliată olimpică. A participat la o ediție a Jocurilor Olimpice (2020) în care a câștigat o medalie de bronz.